# Dominik Pleštil
Dominik Pleštil (9 agosto 1999) è un calciatore ceco, centrocampista dello Jablonec.

## Caratteristiche tecniche
È un esterno destro.

## Carriera
Cresciuto nel settore giovanile dello Jablonec, ha esordito in prima squadra il 7 marzo 2018 in occasione dell'incontro di Pohár FAČR vinto 3-1 contro lo Slovácko. Il 7 dicembre 2019 ha segnato la sua prima rete decidendo la trasferta di campionato contro lo Trinity Zlín terminata 2-1.

## Statistiche
Statistiche aggiornate al 7 novembre 2020.

### Presenze e reti nei club
| Stagione        | Squadra         | Campionato      | Campionato | Campionato | Coppe nazionali | Coppe nazionali | Coppe nazionali | Coppe continentali | Coppe continentali | Coppe continentali | Altre coppe | Altre coppe | Altre coppe | Totale | Totale | Totale |
| Stagione        | Squadra         | Comp            | Pres       | Reti       | Comp            | Pres            | Reti            | Comp               | Pres               | Reti               | Comp        | Pres        | Reti        | Pres   | Reti   |        |
| --------------- | --------------- | --------------- | ---------- | ---------- | --------------- | --------------- | --------------- | ------------------ | ------------------ | ------------------ | ----------- | ----------- | ----------- | ------ | ------ | ------ |
| 2017-2018       | Jablonec        | 1L              | 0          | 0          | CRC             | 1               | 0               |                    | -                  | -                  |             | -           | -           | 1      | 0      |        |
| 2018-2019       | Jablonec        | 1L              | 4+2        | 0          | CRC             | 1               | 0               | UEL                | 0                  | 0                  |             | -           | -           | 7      | 0      |        |
| 2019-2020       | Jablonec        | 1L              | 15+1       | 2+0        | CRC             | 1               | 1               | UEL                | 0                  | 0                  |             | -           | -           | 17     | 3      |        |
| 2020-2021       | Jablonec        | 1L              | 3          | 0          | CRC             | 0               | 0               | UEL                | 1                  | 0                  |             | -           | -           | 4      | 0      |        |
| Totale carriera | Totale carriera | Totale carriera | 25         | 2          |                 | 3               | 1               |                    | 1                  | 0                  |             | -           | -           | 29     | 3      |        |